# Nathalie Loignon
 (novembre 2017).
Si vous disposez d'ouvrages ou d'articles de référence ou si vous connaissez des sites web de qualité traitant du thème abordé ici, merci de compléter l'article en donnant les références utiles à sa vérifiabilité et en les liant à la section « Notes et références ».
Pour les articles homonymes, voir Loignon.
Nathalie Loignon est une écrivaine québécoise de littérature pour la jeunesse née à Saint-Georges, le 24 avril 1976. 
Elle est aujourd'hui professeur de littérature et de création littéraire au collège Jean-de-Brébeuf à Montréal. 

## Œuvres
Publiées par la maison d'édition Dominique et compagnie : 
- dans la collection Roman vert, 
  - Christophe au grand cœur (2000),
  - Du bout des doigts le bout du monde (2001) ;
- dans la collection Roman bleu, 
  - Songes et mensonges (2002),
  - Chagrine (2004).

Publiée par les Éditions La Courte Échelle : 
- la série Polka (2009) (À table Polka ! et En route Polka !).

Publiée par les éditions Bayard Canada : 
- De la magie pour grand-maman (2011).

## Honneurs
- 2000 - Prix littéraire Henriette-Major
- 2001 - Prix Alvine-Bélisle